# جف استریکر
جف استریکر (انگلیسی: Jeff Stryker؛ زاده ۲۱ اوت ۱۹۶۲) یک بازیگر پورنوگرافی اهل ایالات متحده آمریکا است.